# Сексуальне насильство з застосуванням наркотиків
Сексуальне насильство з застосуванням наркотиків (СНЗН) — насильство сексуального характеру (зґвалтування чи інше), яке здійснюється над особою після того, як особа перебувала в стані алкогольного сп'яніння через те, що перебувала під впливом будь-яких речовин, що змінюють свідомість, наприклад, після вживання алкоголю чи навмисного прийому ще один наркотик для зґвалтування на побаченні. Форма зґвалтування СНЗН також відома як хижацьке зґвалтування. 75 % усіх зґвалтувань за знайомства пов'язані з алкоголем та/або наркотиками. Наркотики, вживані з алкоголем або без нього, призводять до втрати свідомості та здатності давати згоду на секс.
Дослідники виявили, що зґвалтування за сприяння алкоголю є найпоширенішою формою сексуального насильства над жінками. Як і інші типи зґвалтувань, СНЗН є злочином фізичного насильства та може бути наслідком сексуального гедонізму та бажання отримати задоволення. Більшість жертв СНЗН — жінки, а злочинці — чоловіки.

## Історія
Сексуальне насильство над чоловіками та жінками, які добровільно вживають алкоголь або наркотики, є поширеним явищем і не новим, про це згадується у фільмі «Пігмаліон» 1938 року. Також не новина підкинути комусь щось у напій, щоб вивести його з ладу (див. Міккі Фінн) Однак у середині 1990-х правоохоронні органи почали спостерігати випадки, коли жінок таємно піддавали наркотикам з метою сексуального насильства та зґвалтування, використовуючи препарати для зґвалтування на побаченні: препарати без запаху та смаку, які втрачають працездатність і можуть спричиняти процес антероградної амнезії. Жінка-жертва, яка бере участь у розпиванні алкогольних напоїв з примусу або у невимушеній обстановці, може раптово втратити усвідомлення того, що її оточує. Повернувшись до тями через кілька годин, вона може опинитися в іншому місці з ознаками сексуального насильства, такими як відсутність або безлад у одязі, синці, наявність сперми, вагінальні або анальні болі. Вона може відчувати наслідки вживання психоактивних речовин, такі як запаморочення, слабкість або сплутаність свідомості, а також погано або зовсім не пам'ятати про те, що з нею сталося. У деяких випадках нападник може зникнути, в інших — поводитися так, ніби нічого незвичайного не сталося, можливо, запропонувавши відвезти її додому або в лікарню.

## Профілювання

### Сценарії
Більшість СНЗН схожі на зґвалтування на побаченнях, не спричинене наркотиками, але не всі. СНЗН може відбуватися між роботодавцями та працівниками, особливо в ситуаціях, коли працівник є вразливим, наприклад, через те, що він не має документів або з якихось інших причин не може ризикувати втратою роботи. За таких обставин, кажуть дослідники, роботодавець може запросити вразливого працівника на вечерю, а потім накачати його наркотиками та вчинити сексуальне насильство. СНЗН також може відбуватися між орендодавцями та орендарями, або між власниками малого бізнесу та їхніми клієнтами. Дослідники кажуть, що в таких випадках винуватцем часто є соціально невмілий, самотній чоловік, який не має налагоджених близьких стосунків з оточуючими.:451–456 СНЗН може відбуватися в медичному контексті, наприклад, у кабінеті стоматолога чи лікаря, часто з метою анестезії. Нарешті, вони також можуть відбуватися в сім'ях, коли злочинець, наприклад, ґвалтує дитину або вразливого члена сім'ї.
СНЗН між чоловіками трапляються майже виключно в соціальних чи шкільних умовах, наприклад, чоловіки ґвалтують прийомних синів, чоловіки, які підвозять автостопщиків, і садомазохістські вбивці, такі як Джеффрі Дамер і Джон Вейн Гейсі, які перед сексуальним насильством і вбивством знерухомлювали своїх жертв за допомогою седації.:454–453 Більшість злочинців СНЗН працюють поодинці, але деякі з них мають спільників, серед яких можуть бути друзі-чоловіки, пара чоловіків і жінок, брати. Жінка-спільниця може бути використана для того, щоб допомогти завоювати довіру запланованої жертви-жінки.:454–453 У 1990 році канадські серійні вбивці Пол Бернардо та Карла Гомолка ввели діазепам у молодшу сестру Карли Теммі, після чого Пол зґвалтував її; через рік вони ввели в неї галотан і знову зґвалтували, після чого вона задихнулася власною блювотою і померла.

#### Сексуальне насильство за допомогою психоделічних засобів
Психоделічне сексуальне насильство за сприяння психоделіків (СНЗП) є підкатегорією СНЗН. Під впливом багатьох психоделіків люди так само піддаються навіюванню, як і під час гіпнозу. Експерти вважають, що принаймні частково саме тому особи (особливо жінки), які пережили сексуальне насильство в своєму житті, особливо вразливі до СНЗП. Часто СНЗП здійснюється особою, яка надала психоделіки «мандрівникові». У тих випадках, коли СНЗП включає сексуальне проникнення, його іноді називають шаманським зґвалтуванням, оскільки злочинець нібито виступає в ролі шамана.

### Зловмисники
За словами представників правоохоронних органів, злочинці СНЗН загалом мають чотири спільні характеристики: вони мають доступ до заспокійливих препаратів і розуміють їхню дію, вони мають доступ до місця (часто це будинок або робоче місце), де зґвалтування не буде перервано, вони здатні встановити хоча б невелику довіру з майбутньою жертвою, і вони мають план уникнення арешту і судового переслідування, який може включати в себе переодягання жертви, розповідь жертві про те, що у них був секс за згодою, або про те, що сексуального контакту не було, або вихід з приміщення до того, як жертва прийде до свідомості.:451 Дослідники стверджують, що злочинці, які вчиняють СНЗН, є опортуністичними і неконфронтаційними. Зазвичай вони не погрожують, не застосовують силу, не б'ють і не калічать своїх жертв, не носять зброю, не крадуть у жертв і не знищують їхнє майно. Вони, як правило, не мають історії фізичного насильства. Вони часто інвестують у свою кар'єру або громаду: вони, як правило, не є культурно маргіналізованими.:457
Деякі дослідники стверджують, що правопорушники СНЗН сильно зацікавлені в сексуальному житті, але не можуть знайти сексуальних партнерів, і їх мотивує виключно сексуальне бажання. Інші кажуть, що деякі злочинці (які можуть записати зґвалтування для подальшого перегляду) мотивовані ідеєю домінувати та контролювати когось із сексуальною метою. Дослідники розходяться в думках щодо того, чи задовольняють злочинці фактичний примус. Деякі вважають, що існує мало доказів того, що бажання вчинити СНЗН є неконтрольованим, тоді як інші кажуть, що «дивовижна частота», з якою деякі злочинці повторюють правопорушення, свідчить про певний ступінь примусу. Усі злочинці СНЗН мають дуже високу ймовірність повторного вчинення злочину.:454–457
Стереотип кривдників СНЗН полягає в тому, що вони особисті, розумні та привабливі. Це іноді, але не завжди так.:454–457 Немає жодних доказів, які б свідчили про те, що правопорушники СНЗН спілкуються один з одним, як онлайн, так і поза ним, хоча іноді їх можна знайти на сайтах, де обговорюється вплив рекреаційних наркотиків.:458 Оскільки вживання наркотиків жертві дає змогу легко подолати її або її, злочинці можуть вчинити СНЗН досить пізно, і дослідники кажуть, що деякі злочинці старше 60 років.:454–457

### Жертви
Різні види наркотиків і алкоголю мають різні наслідки з точки зору свідомості тіла, але всі наркотики пригнічують здатність дати згоду. Цей досвід часто може бути травматичним для жертв СНЗН. Одне дослідження серед американських жінок, які вважали, що вони стали жертвами СНЗН, виявило, що 81 % знали ймовірного злочинця до зґвалтування. Подібне дослідження, зосереджене на студентах коледжу, показало, що 83 % знали ймовірного злочинця до зґвалтування.

## Клінічні небезпеки введення ліків без згоди

### Небезпека передозування
Прагнучи повністю вивести жертву з ладу та мінімізувати ризик юридичних наслідків, злочинець може намагатися передозувати її. Суб'єкт також може мати алергію на вживаний препарат, бути надмірно чутливим до його дії та побічних ефектів або добровільно приймати ліки, що відпускаються за рецептом і мають небезпечну взаємодію з препаратом, що вводиться. Може виникнути пригнічення дихання або кома з летальним наслідком або без нього, особливо якщо препарат приймається разом з алкоголем. Відомо, що особливо бензодіазепінові препарати є надзвичайно небезпечними у поєднанні з алкоголем, що потенційно може призвести до сильного пригнічення дихання. Ризики також підвищуються у наївних до введеного препарату суб'єктів, які не мають толерантності до нього.

## Звіти про злочини, переслідування та статистика
Якщо про це повідомляється, наявність наркотиків для зґвалтування на побаченнях можна виявити різними способами після події — зокрема, через зразки сечі (протягом кількох днів) і у волоссі (протягом тижнів або навіть місяців). Однак основною перешкодою для отримання реальної статистики є сплутаність свідомості та відсутність пам'яті, спричинені цими наркотиками. Неможливо дізнатися, як часто трапляється СНЗН, оскільки самі жертви не знають, що з ними сталося, чи сталося взагалі, з ким і як, а також не мають чітких фактів, необхідних для того, щоб скласти належну заяву. Тому про інциденти рідше повідомляють. Через відповідні амнезійні ефекти та когнітивні порушення, пов'язані з наркотиками для зґвалтування на побаченні, самозвіти жертв є ненадійним джерелом статистичних даних, оскільки багато жертв не мають уявлення про те, що з ними сталося. Будь-яка атрибуція або класифікація є припущенням без спеціалізованої наркологічної токсикології, яка часто недоступна для жертв у той короткий проміжок часу, коли раніше було доступне надійне тестування зразків.
Наркотики також важко виявити. Через дуже малу кількість препаратів, які зазвичай вводять для досягнення цих ефектів, важко перевірити наявність цих препаратів, оскільки вони швидко виводяться з організму. Відсутність підтвердження через токсикологію не обов'язково можна прирівнювати до емпіричних даних.
Вживання алкоголю є головним фактором ризику зґвалтування на побаченні. Одне дослідження 1179 зразків сечі від жертв підозрюваних СНЗН у 49 штатах Америки виявило шість (0,5 %) позитивних на флунітразепам, 97 (8 %) позитивних на інші бензодіазепіни, 451 (38 %) позитивних на алкоголь і 468 (40 %) негативних для будь-якого з перевірених препаратів. Подібне дослідження 2003 зразків сечі жертв підозрюваних СНЗН виявило, що менше 2 % дали позитивний результат на рогіпнол або ГОМК. Трирічне дослідження, проведене у Великій Британії, показало, що у 2 % із 1014 жертв зґвалтування через 12 годин після нападу в сечі виявили заспокійливі речовини. Австралійське дослідження 2009 року показало, що з 97 пацієнтів, які потрапили до лікарні, вважаючи, що їх напої могли бути підсилені, тести не змогли виявити жодного випадку, коли заспокійливий препарат, ймовірно, було незаконно додано в напій у пабі чи нічному клубі, з 9 вірогідними випадками з дослідження. Навпаки, середня концентрація етанолу в крові (BAC) пацієнтів на момент звернення становила 0,096 %. Одне дослідження (Ham & Burton, 2005) показало, що з 1014 випадків сексуального насильства, зареєстрованого за трирічний період у Великій Британії, лише 2 % (21 випадок) показали докази можливого навмисного підсування препаратів.
Дослідження у Великій Британії прийшло до висновку, що «немає жодних доказів, які б свідчили про широко поширене вживання наркотиків зґвалтування на побаченнях» у Великій Британії та що жоден із 120 досліджених випадків не стосувався рогіпнолу і лише два стосувалися ГОМК.

## Система кримінальної юстиції та прокуратури

### Повідомлення та розслідування злочинів
Жертви СНЗН рідше повідомляють про зґвалтування взагалі, особливо якщо жертва все ще страждає від фізичних або психічних наслідків дії наркотику, який їй ввели, або навіть не впевнена, що саме сталося. Потерпілі часто не бажають повідомляти про зґвалтування, тому що вони не дуже добре пам'ятають або розуміють, що з ними сталося. Жертви, яких зґвалтували після добровільного вживання алкоголю або наркотиків, особливо неохоче розповідають про це, оскільки їх можуть звинуватити у незаконному вживанні наркотичних речовин. Майже всі жертви зґвалтування відчувають сильний страх бути звинуваченими в нападі але особливо жертви СНЗН, і вони можуть відчувати сором або провину. Вони також можуть захотіти захистити своїх друзів, особливо якщо вони дуже молоді.
Слідчі навчені зосереджуватись на визначенні того, чи мав місце статевий акт, який відповідає місцевому правовому визначенню зґвалтування чи сексуального насильства, визначенні того, чи перебувала жертва під впливом алкоголю чи наркотиків і, отже, не могла дати свідому згоду, визначенні того, чи було вчинене чи ні були свідками, ідентифікували ймовірного злочинця та визначили, чи мали вони доступ до наркотиків, які, ймовірно, використовувалися в СНЗН.

### Докази та виявлення
Успішне судове переслідування є ймовірнішим, якщо є речові докази того, що жертва була під дією наркотиків, тому жертва СНЗН повинна звернутися за медичною допомогою протягом 72 годин після нападу. Через 72 години значно менша ймовірність того, що аналізи сечі успішно виявлять наявність наркотиків, оскільки більшість метаболізується та виводиться з організму, що призводить до хибнонегативного результату. В ідеалі першу сечу, яку жертва виділяє після нападу, перевірятимуть на наявність наркотиків: якщо це можливо, її слід зібрати в чистий контейнер і передати медичним органам. Однією з підказок щодо того, який із бензодіазепінів чи ГОМК міг бути використаний у СНЗН, є вплив на сечовипускання жертви: бензодіазепіни призводять до затримки сечі, а ГОМК — до нетримання сечі.
Сеча — не єдиний спосіб виявити такі наркотики в організмі. Медичні органи можуть також взяти зразки крові жертви, а особливо її волосся, оскільки вони можуть містити докази протягом тижнів або місяців, а не днів. Зразки волосся зазвичай беруть через 14 днів після впливу наркотику (хоча їх можна брати вже через 24 години), щоб врахувати всмоктування наркотику у волосся під час росту волосся. Таким чином, дослідження волосся може розширити вікно для виявлення наркотиків, використаних під час зґвалтування, до тижнів або навіть місяців. Потерпілі повинні зробити все можливе, щоб описати дію наркотику, оскільки більшість лабораторій не проводять широкий аналіз на наркотики, а знання про дію наркотику допоможе правоохоронним органам визначити, на які саме наркотики слід перевіряти. Адвокати жертв зґвалтувань радять їм повідомляти слідчим, якщо вони нещодавно вживали наркотики з метою розваги, оскільки ці наркотики можуть бути виявлені під час перевірки наркотиків, а попереднє розкриття матиме найменший негативний вплив на довіру до жертви.
У Сполучених Штатах правоохоронні органи зазвичай оплачують тестування на наркотики, якщо вони вимагають його як частину комплекту для зґвалтування. Якщо жертва вимагає тестування на наркотики, особливо якщо вона не подала заяву в поліцію, її страховка часто відмовляється платити за тест, і вона повинна буде заплатити за нього самостійно. Тестові набори для виявлення певних наркотиків у напоях перед вживанням є комерційно доступними, але станом на 2002 рік вони були оцінені як ненадійні.

### Переслідування і покарання
Судове переслідування всіх зґвалтувань є складним, але СНЗН особливо. Оскільки багато жертв СНЗН відчувають антероградну амнезію в результаті прийому ліків, вони не можуть зрозуміти або описати, що з ними сталося. Оскільки злочинець знерухомив жертву за допомогою наркотиків, вона не змогла спробувати фізично захиститися, а це означає, що не буде таких доказів, як подряпин від нігтів, синців чи слідів укусів. І, якщо жертва вживала алкоголь чи інші наркотики добровільно, співробітники правоохоронних органів і присяжні з меншою ймовірністю повірять тому, що вони говорять, і, швидше за все, звинувачуватимуть їх у тому, що вони стали жертвами.
Дослідники кажуть, що зловмисники СНЗН ніколи не зізнаються, а заклики до їх сумління не діють.:454–453 У штаті Коннектикут сексуальне насильство з використанням наркотиків вважається зґвалтуванням, тому, якщо його визнають винним, злочинця буде звинувачено у сексуальному насильстві першого ступеня, яке є злочином класу B. Однак, якщо вік жертви молодше 16 років, злочинець буде звинувачений у злочині класу А.

### Питання
У багатьох частинах світу те, чи вживався наркотик, не має значення для вирішення питання про те, чи є конкретний випадок зґвалтуванням. Юридичне визначення зґвалтування в таких країнах, як Сполучені Штати, також охоплює відсутність згоди, коли жертва не може сказати «ні» статевому акту, незалежно від того, чи це наслідки через наркотики чи просто вживання алкоголю. Однак жертвам часто буває важко зголоситися, а прокурорам — передати справу до суду. Потерпілим буває надзвичайно важко зрозуміти, чи давали вони згоду на зґвалтування, чи ні, чи були вони під впливом наркотиків свідомо чи добровільно. Прокурорам складно довести намір або відсутність згоди, якщо зґвалтування або напад відбувалися без свідків (особливо в приватному будинку), а також якщо обидві сторони вживали наркотики або алкоголь, оскільки жодна з них не могла дати законної згоди. Звинувачення рідко доходять до суду, якщо немає незалежних доказів примусового вживання наркотиків або примусової сексуальної активності.
Ґвалтівники можуть вийти на волю через те, що їхні жертви вважалися занадто ненадійними, або через те, що жертви добровільно пили чи вживали наркотики. Якщо факт зґвалтування або нападу вдається довести, вживання наркотиків, ймовірно, збільшує ступінь тяжкості справи. Наприклад, в Індіані це підвищує тяжкість зґвалтування з класу B до класу A, коли злочинець вводить наркотики в жертву або знає, що його або її алкоголь був підправлений.